# Eden (film, 2024)
Pour les articles homonymes, voir Eden.
Pour plus de détails, voir Fiche technique et Distribution.
Eden est un film américain réalisé par Ron Howard et sorti en 2025. Le film s'inspire de l'histoire vraie de quelques Européens arrivant sur l'île Floreana dans les années 1930.
Il est présenté en avant-première au festival international du film de Toronto 2024. Il sort en salles l'année suivante.

## Synopsis
Le Dr Friedrich Ritter est un philosophe allemand, adepte de Friedrich Nietzsche et de Arthur Schopenhauer. En 1929, rejetant les valeurs de son pays, il fuit l'Allemagne avec son épouse Dora Strauch. Ils s'installent sur l'île Floreana dans l'archipel des Galápagos. Friedrich veut y trouver le sens de la vie en abandonnant la société et le monde civilisé. Il développe alors la rédaction d'un manifeste, tandis que Dora décide de guérir sa sclérose en plaques par la méditation. Mais leur solitude durement gagnée va être de courte durée. Margret Wittmer (en), son mari Heinz et de leur jeune fils Harry arrivent sur les lieux. C'est ensuite une riche héritière surnommée « la Baronne » qui débarque sur l'île avec deux hommes. Chacun va alors tenter de prendre le pouvoir pour contrôler l'île.

## Fiche technique
Sauf indication contraire, les informations mentionnées dans cette section peuvent être confirmées par la base de données cinématographiques IMDb,  présente dans la section « Liens externes ».
- Titre original : Eden
- Titre de travail : Origin of Species
- Réalisation : Ron Howard
- Scénario : Noah Pink, d'après une histoire de Noah Pink et Ron Howard
- Musique : Hans Zimmer
- Décors :  Michelle McGahey
- Costumes : Kerry Thompson
- Photographie : Mathias Herndl
- Montage : Matt Villa
- Production : Ron Howard, Brian Grazer, Karen Lunder, Stuart Ford, Bill Connor et Patrick Newall
- Sociétés de production : Imagine Entertainment et AGC Studios
- Société de distribution : Prime Video
- Pays de production :  États-Unis
- Langue originale : anglais
- Format : couleur
- Genre : thriller, film de survie
- Durée : 129 minutes
- Date de sortie :
  - Canada : 7 septembre 2024 (festival de Toronto)
  - États-Unis : 22 août 2025 Date sujette à modification

## Distribution
- Jude Law : Dr Friedrich Ritter
- Vanessa Kirby : Dora Strauch Ritter
- Ana de Armas : Eloise Bosquet de Wagner Wehrhorn
- Daniel Brühl : Heinz
- Sydney Sweeney : Margret Wittmer (en)
- Jonathan Tittel : Harry Wittmer
- Toby Wallace : Robert Phillipson
- Ignacio Gasparini : Manuel Borja
- Richard Roxburgh : G. Allan Hancock
- Felix Kammerer
- Paul Gleeson : Stampa

## Production

### Genèse et développement
En octobre 2022, le site Deadline.com annonce que Ron Howard va réaliser un thriller intitulé Origin of Species qui parle d'un groupe de personnes qui tournent le dos à la société, laissent tout derrière eux et misent leur avenir sur le rude paysage des îles Galápagos. Deadline précise alors que Ron Howard produit également le film par le biais de sa société de production Imagine Entertainment et que le scénario est écrit par Noah Pink. Il s'inspire d'un fait réel — appelé « L'affaire des Galápagos » — survenu dans les années 1930 sur l'île Floreana.
En mai 2023, Deadline annonce que la société AGC Studios de Stuart Ford se joint à la production.
Le 30 octobre 2023, Deadline annonce que le film est renommé Eden et que Hans Zimmer devrait en composer la musique..
La production est assurée par Ron Howard, Brian Grazer, Karen Lunder, Stuart Ford, Bill Connor, Patrick Newall pour Imagine Entertainment et AGC Studios.

### Attribution des rôles
En mai 2023, Deadline annonce qu'Ana de Armas, Jude Law, Alicia Vikander et Daniel Brühl font partie de la distribution, et que Daisy Edgar-Jones est en pourparlers pour les rejoindre.
En octobre 2023, Vanessa Kirby et Sydney Sweeney rejoignent la distribution du film, entretemps renommé Eden. Il est alors annoncé que Daisy Edgar-Jones quitte le projet car elle doit respecter son engagement envers Twisters , qui avait dû suspendre sa production à la suite de la grève SAG-AFTRA.
En décembre 2023, The Hollywood Reporter annonce que c'est au tour de Richard Roxburgh, Felix Kammerer, Toby Wallace, Paul Gleeson et Ignacio Gasparini de rejoindre le projet.

### Tournage
En mai 2023, Deadline.com annonce que le tournage est prévu pour le quatrième trimestre 2023 dans le Queensland, en Australie. En novembre 2023, il est annoncé que les prises de vues peuvent se poursuivre malgré la grève SAG-AFTRA 2023, après un accord provisoire conclu avec la guilde.
Le tournage débute donc le 27 novembre 2023 sur la Gold Coast du Queensland. Des prises de vues sont réalisées sur les îles Galápagos par la seconde équipe.